# Kakao (Getränk)

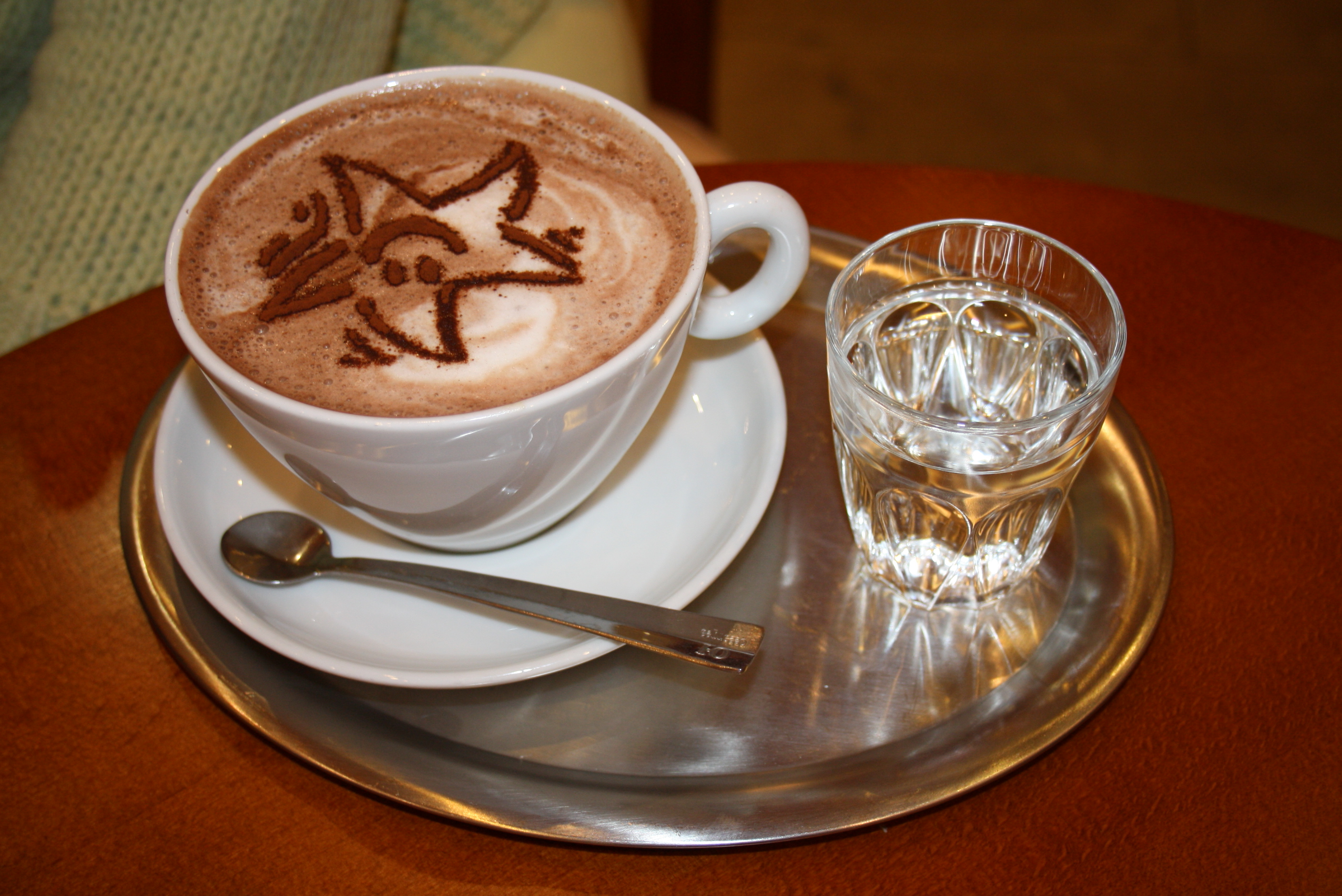
Trinkschokolade

Als Kakao (auch Trinkschokolade, heiße Schokolade, Schokomilch oder Kakaogetränk) bezeichnet man Getränke, die aus einer Mischung von Kakaoprodukten mit Wasser oder Milch zubereitet werden. Zur Zubereitung wird reines Kakaopulver, kakaohaltiges Instantpulver, (Tafel-)Schokolade oder ein kakaohaltiger Sirup mit heißem oder kaltem Wasser oder heißer oder kalter Milch vermischt. Außer dem reinen Kakaopulver enthalten die Vorprodukte meist schon Zucker oder andere Süßungsmittel; andernfalls werden diese oft bei der Zubereitung hinzugefügt. Das Endprodukt wird sowohl als Heißgetränk als auch kalt getrunken.

## Etymologie
Der Begriff Kakao ist aztekischen Ursprungs und von dem Nahuatl-Wort cacahuetl oder cacauatl abgeleitet. Eines der bei den Mayas üblichen Kakaogetränke hieß xocoatel oder chocolatl und wurde zum Namensgeber der Schokolade. Die Begriffe Kakao, Trinkschokolade und heiße Schokolade werden regional unterschiedlich und heute zum Teil missverständlich verwendet. Ursprünglich stehen Trinkschokolade und heiße Schokolade für ein Getränk auf Basis von Schokolade und Kakao (oder Kakaogetränk) für ein Getränk auf Basis von Kakaopulver. Im Zuge der Einführung von Instantgetränken für Gastronomie und Privathaushalte sind diese Bezeichnungen jedoch verwischt worden. Unter dem Begriff heiße Schokolade oder Trinkschokolade sind heute auch Getränke erhältlich, die auf Basis von Kakaopulver, jedoch ohne Schokolade hergestellt wurden.

## Geschichte
Im präkolumbischen, tropischen Amerika wurden aus Kakao kalte, oft ungesüßte Getränke zubereitet, die mit dem uns vertrauten wenig gemeinsam hatten und vermutlich sogar Alkohol enthielten. Die Spanier brachten den Kakao 1519 nach der Eroberung des Aztekenreiches nach Europa. Im 17. Jahrhundert kam er als Arznei nach Deutschland, zuerst in Apotheken, wie eine zeitgenössische Darstellung beschreibt:  „Es stärcket nemlich der Cacao den Magen, macht Lebensgeister hurtig, verdünnt die Säfte und Geblüht, hilft zur Venus-Lust, stärcket das Haupt, lindert Schmerzen und ist sein Lob sowohl zur Nahrung wie als Medicament nicht genug fast zu beschreiben.“
In europäischen Adelskreisen entwickelte er sich rasch zum Modegetränk, dem besondere Bekömmlichkeit und allerlei Heil- und auch aphrodisierende Wirkungen nachgesagt wurden. Entscheidend für die Verbreitung des Kakaos als Genussmittel war die Entdeckung, dass er mit Rohrzucker gesüßt aromatischer wird und den Geschmack vieler Europäer trifft. Kakao war das Lieblingsgetränk Ludwigs XIV. und viele große und kleine Machthaber wollten ihm nacheifern. Im 18. Jahrhundert kam die Verwendung einer Trembleuse in Mode, um das wertvolle Getränk ohne Verluste zu trinken.
Zu der Zeit gab es noch keine Unterscheidung zwischen der Herstellung aus Kakaopulver und Kakaomasse, da die Technik der Entölung noch unbekannt war. Kakao wurde zu Tafeln gepresst gehandelt, rohe Platten, von denen Stücke abgebrochen und gewogen wurden, die weder Zucker noch Milch enthielten und nicht zum direkten Verzehr bestimmt waren. Zubereitet wurde das Getränk mit Wasser und Zucker nach Geschmack und Geldbeutel, denn Kakao war teuer.
Von Anthelme Brillat-Savarin stammt diese Beschreibung:  „Um Chocolade zu bereiten, das heißt um sie zum sofortigen Genusse zweckdienlich zu machen, nimmt man ungefähr anderthalb Unzen auf die Tasse, lässt sie sachte in allmählich erwärmtem Wasser zergehen, indem man sie mit einem Holzspatel umrührt; dann lässt man sie eine Viertelstunde kochen, damit die Lösung eine vollständige werde, und servirt sie heiß. (...) Mein Herr, sagte mir vor mehr als 50 Jahren die Superiorin des Klosters der Heimsuchung zu Belley, wenn Sie gute Chocolade trinken wollen, so lassen Sie dieselbe am Abend zuvor in einer Porzelankanne zubereiten und darin stehen. Das Stehen über Nacht concentrirt sie und gibt ihr einen Feingeschmack, der sie viel angenehmer macht. Der gute Gott kann über dieses kleine Raffinement nicht zürnen, ist er doch selbst höchste Vortrefflichkeit.“ (Zitiert nach Philippe Suchard, Neuchâtel 1885)
Später wurde Kakao vorwiegend zum Kindergetränk, das, nachdem ihm durch die Entölung ein Großteil seines Nährwerts genommen war, zunehmend mit Milch statt Wasser zubereitet wurde, um seinen Nährwert wieder zu erhöhen und seine Bitterkeit zu mildern. Das Entölen von Kakaopulver wurde 1828 von van Houten patentiert und leitete die Trennung der Handelsformen in Kakaopulver für Getränke und Tafelschokolade für den direkten Verzehr ein.
Heute kann traditionelle Chocolade praktisch nicht mehr zubereitet werden, weil weder Kakaopulver noch Tafelschokolade der ursprünglichen Zutat entsprechen. Die beste Näherung dürfte Bitterschokolade mit möglichst hohem Kakaoanteil sein; gewisse Geschäfte bieten auch reinen Kakao an. Auch die Zubereitung mit Kakaopulver, Milch und Zucker ist auf dem Rückzug, seit es Instant-Kakaogetränke gibt, die neben eher wenigem Kakao und vielem Zucker verschiedene Aromastoffe, Emulgatoren und teilweise Milchpulver enthalten. Zu den Marktführern dieser Instantprodukte im deutschsprachigen Raum gehören das Schweizer Unternehmen Nestlé mit der Marke Nesquik und die Krüger-Gruppe mit den Marken Kaba und Suchard Express. Kakao-Rohmasse ist im industriellen Großhandel verbreitet, denn die Herstellungs- und Handelsqualitäten haben sich bisher nur wenig verändert.

## Traditionelle Zubereitungsarten

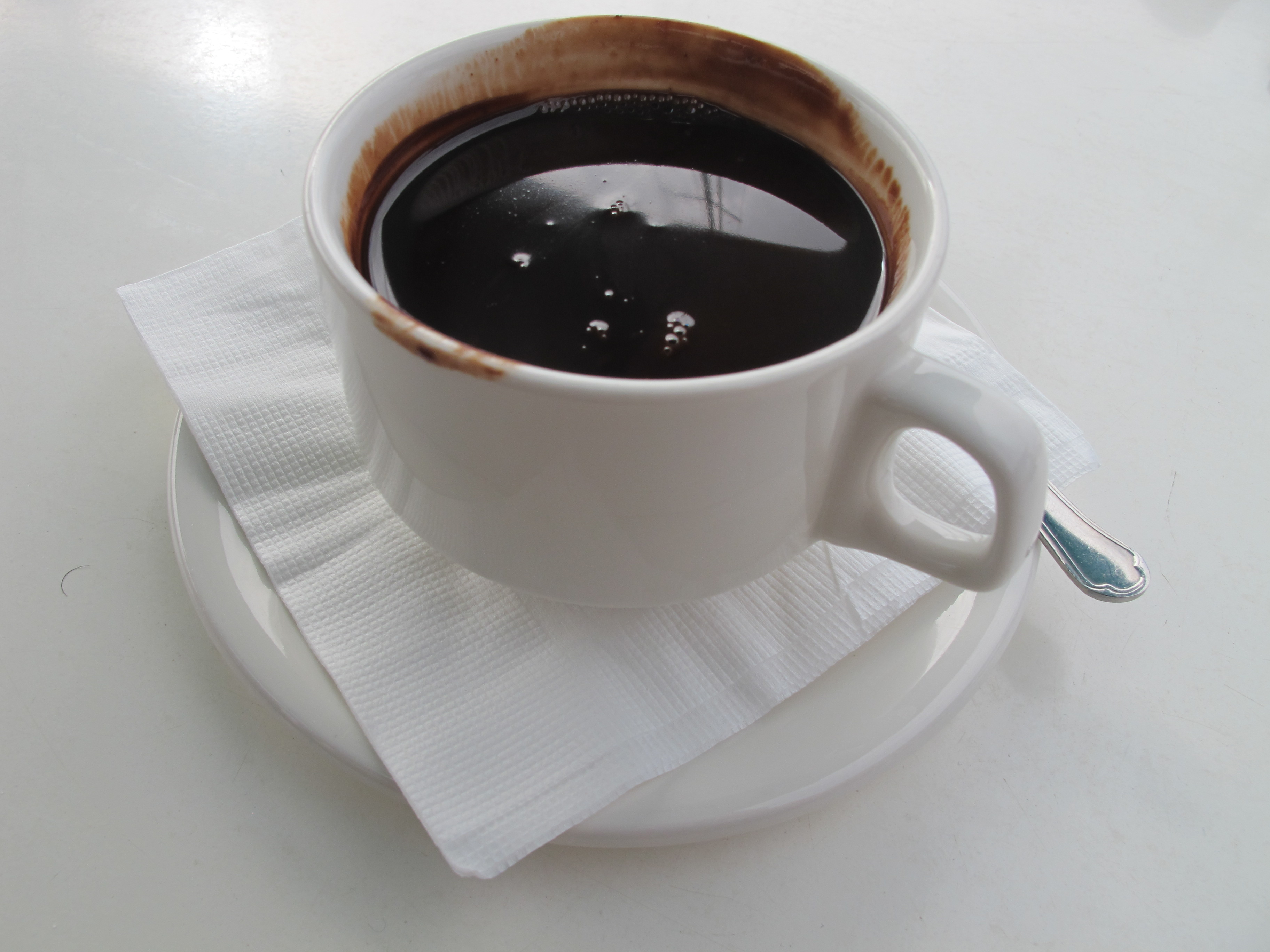
Dickflüssige heiße Schokolade in Tunesien

Für kakaohaltige Getränke gibt es verschiedene Zubereitungsarten, die sich in Zutaten, aber auch in der Zubereitungsmethode unterscheiden. Diese sind traditionell begründet und regional geprägt.
Für alle kakaohaltigen Getränke gilt, dass diese nur erhitzt werden, aber nicht kochen sollten, da sonst das Aroma des Kakaos leidet.

### Zubereitung auf Basis ganzer Kakaobohnen
In Mexiko und Jamaika werden für die Zubereitung von Trinkschokolade traditionell auch heute noch ganze, geröstete Kakaobohnen verwendet, die zu einer festen Paste vermahlen werden. Diese sind vor Ort in Kugelform (Jamaika) oder Tablettenform (Mexiko) im Handel erhältlich. Üblicherweise werden die Getränke mit Wasser schaumig aufgeschlagen und zusätzlich mit Gewürzen wie Zimt versehen. Das Aroma unterscheidet sich von den in Europa bekannten Kakaogetränken.

### Zubereitung mit Schokolade

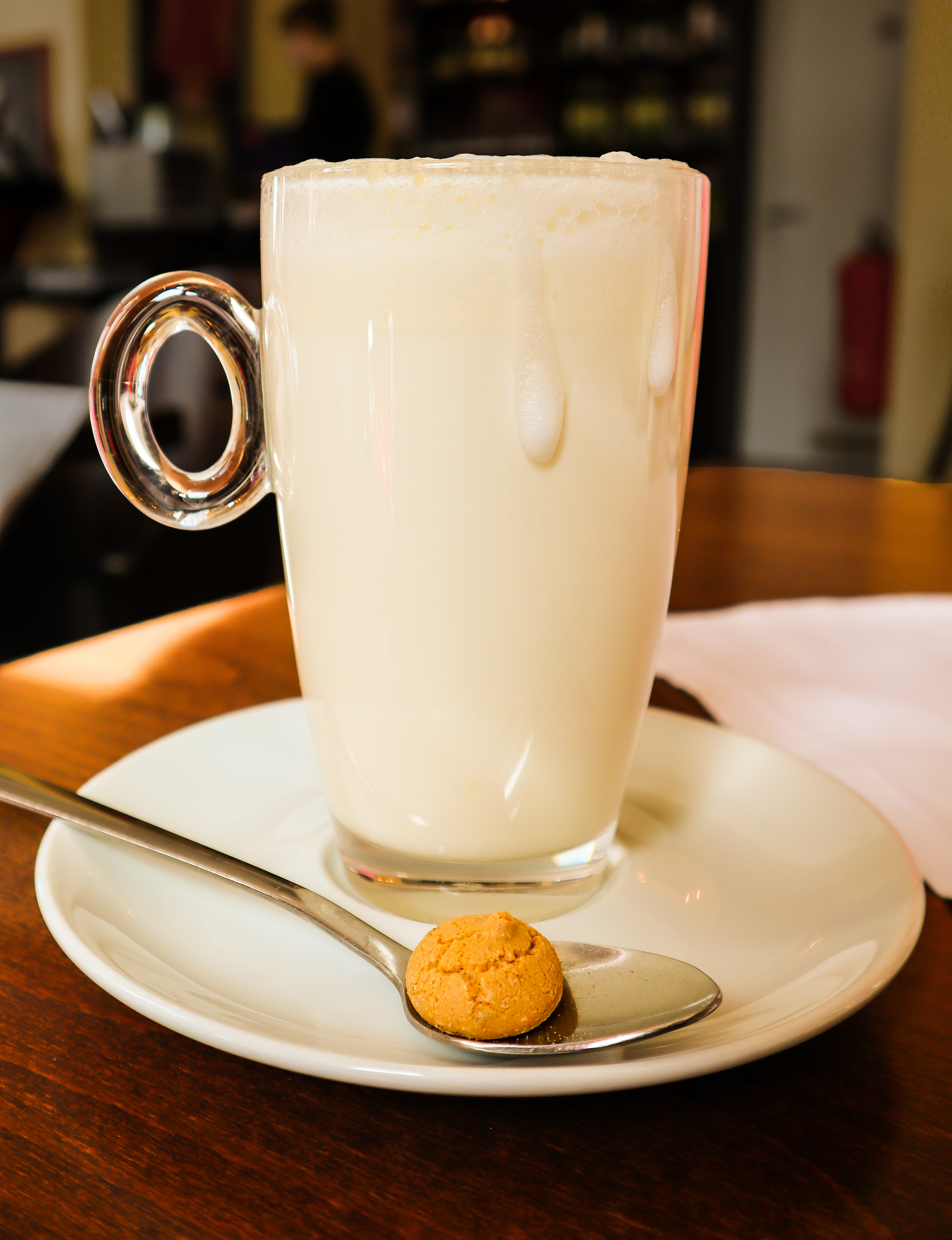
Heiße, weiße Trinkschokolade

Die Zubereitung mit Schokolade ist in der Regel ein Heißgetränk.
In vielen europäischen Ländern wie Frankreich, Italien, Österreich, Großbritannien und der Schweiz sind Zubereitungen auf Basis von Schokolade üblich. Verwendet wird Bitter- oder Milchschokolade. Je nach Region wird die Schokolade mit Wasser, Milch oder einer Mischung aus beidem zubereitet und häufig schaumig aufgeschlagen. Auch ist regional üblich, die Trinkschokolade durch Zugabe von Stärke (Spanien), Eigelb (Österreich) oder zusätzlichem Kakaopulver (Italien) zu legieren und so eine eher dickflüssige Konsistenz zu erreichen. In Italien wird auch Kakaopulver mit dem Nassdampf aus der Dampfdüse der in der Gastronomie üblichen Kaffeemaschinen (Espressomaschine) zu einer puddingähnlichen Masse geschäumt. In Intensität und Süße unterscheiden sich diese Zubereitungsarten zum Teil deutlich.

### Zubereitung mit Kakaopulver

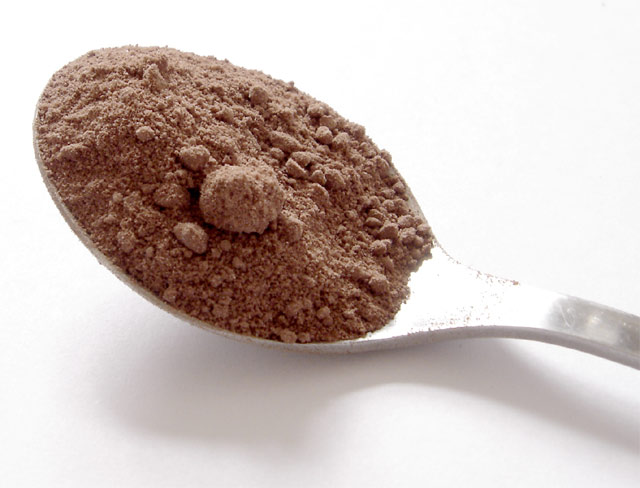
Löffel mit Instant-Kakaopulver, das circa 80 % Zucker enthält, für die Zubereitung mit Milch

Getränke auf Basis von Kakaopulver, das schwach oder stark entölt im Handel ist, werden mit Milch, Wasser oder einer Mischung aus beidem zubereitet. Regional wird auch Schlagsahne (Obers) der Flüssigkeit zugefügt. Da Kakaopulver ohne Zusätze (im Gegensatz zu den üblichen Instantprodukten wie z. B. Kakaogranulate) in kalter Flüssigkeit nur schwer löslich ist, wird dieses bei der Zubereitung zunächst mit wenig Flüssigkeit zu einem Brei angerührt. Dieser Brei kann nun in heiße Flüssigkeit gerührt (diese Methode bewahrt das Aroma am besten) oder mit der Flüssigkeit erhitzt werden.

### Aromatisierte Kakaogetränke
Alle genannten Zubereitungsarten können zusätzlich aromatisiert werden. Üblich sind die traditionellen Gewürze Vanille oder Zimt, in jüngster Zeit auch in Europa (wieder) in Mode gekommen die Zubereitung mit Chili. Darüber hinaus werden Kakaogetränke auch mit Spirituosen aromatisiert. Häufig wird Weinbrand, Wodka oder Rum verwendet, diese Mischgetränke werden im deutschsprachigen Raum als Russische Schokolade bezeichnet. Ein bekanntes Kakaogetränk mit Rum ist der Lumumba.

## Trivia
Die Farbe der Tasse scheint das Geschmackserlebnis von Kakaogetränken nachweislich zu beeinflussen: Eine Untersuchung zeigte, dass heiße Schokolade am besten schmeckt, wenn sie aus einer orangefarbenen Tasse getrunken wird, gefolgt von der cremefarbenen Tasse. Die identische Schokolade wurde dagegen als weniger wohlschmeckend empfunden, wenn sie in einer weißen oder roten Tasse serviert wurde. Die Beobachtung, dass das menschliche Geschmacksempfinden durch Farben stark beeinflussbar ist, deckt sich mit früheren Studien; so konnte gezeigt werden, dass die Farbe Rot würzige Speisen schärfer erscheinen lässt, dagegen werden Getränke aus blauen Behältnissen als erfrischender wahrgenommen als aus roten.

## Schokoladekannen

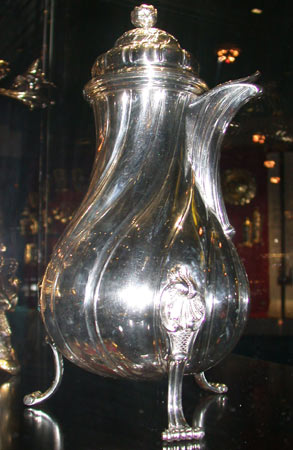
Schokoladekanne im Silber (Lille, 1779), Victoria and Albert Museum, London.
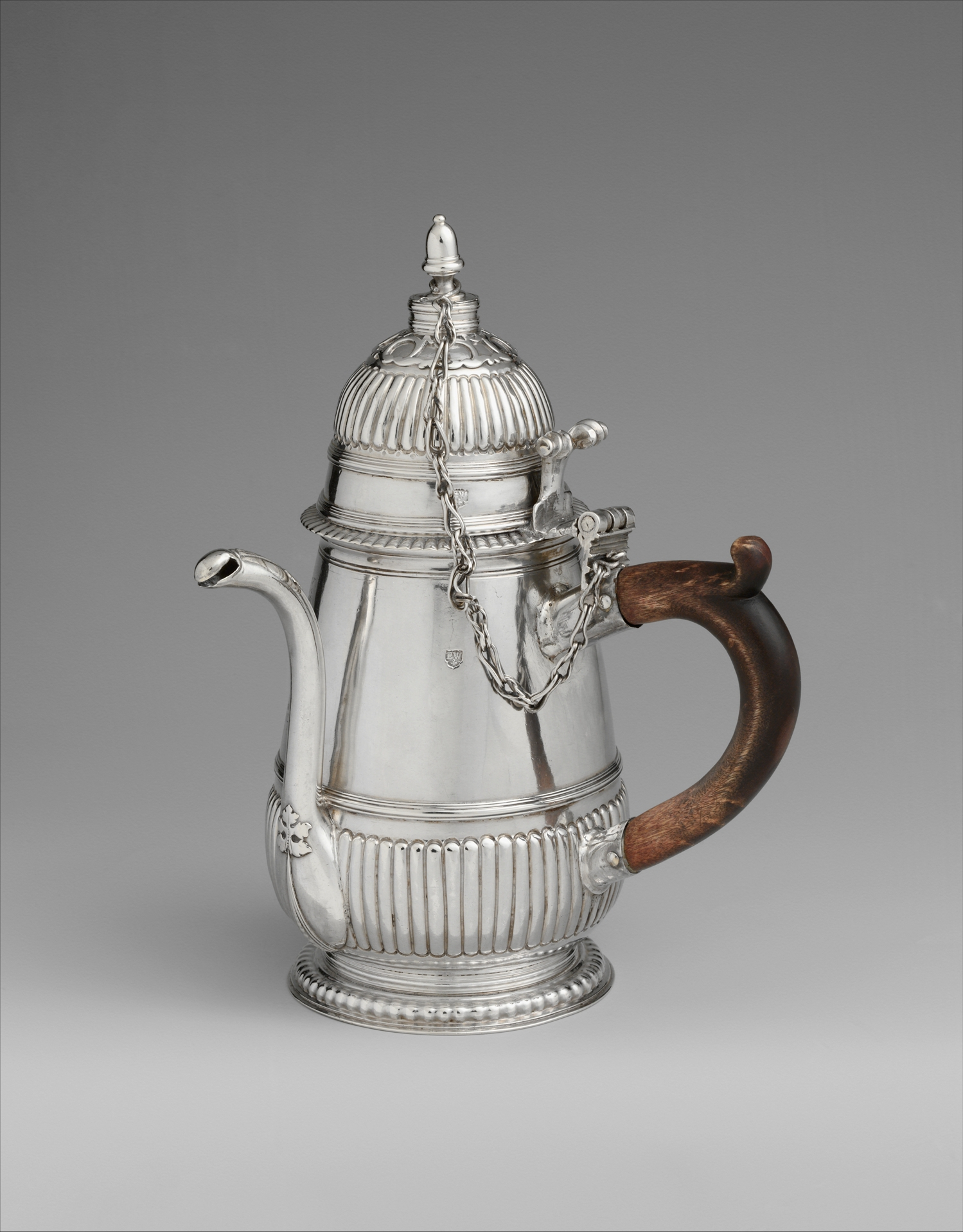
Schokoladekanne im Silber Blumendekor (um 1700), Metropolitan Museum of Art, New York.
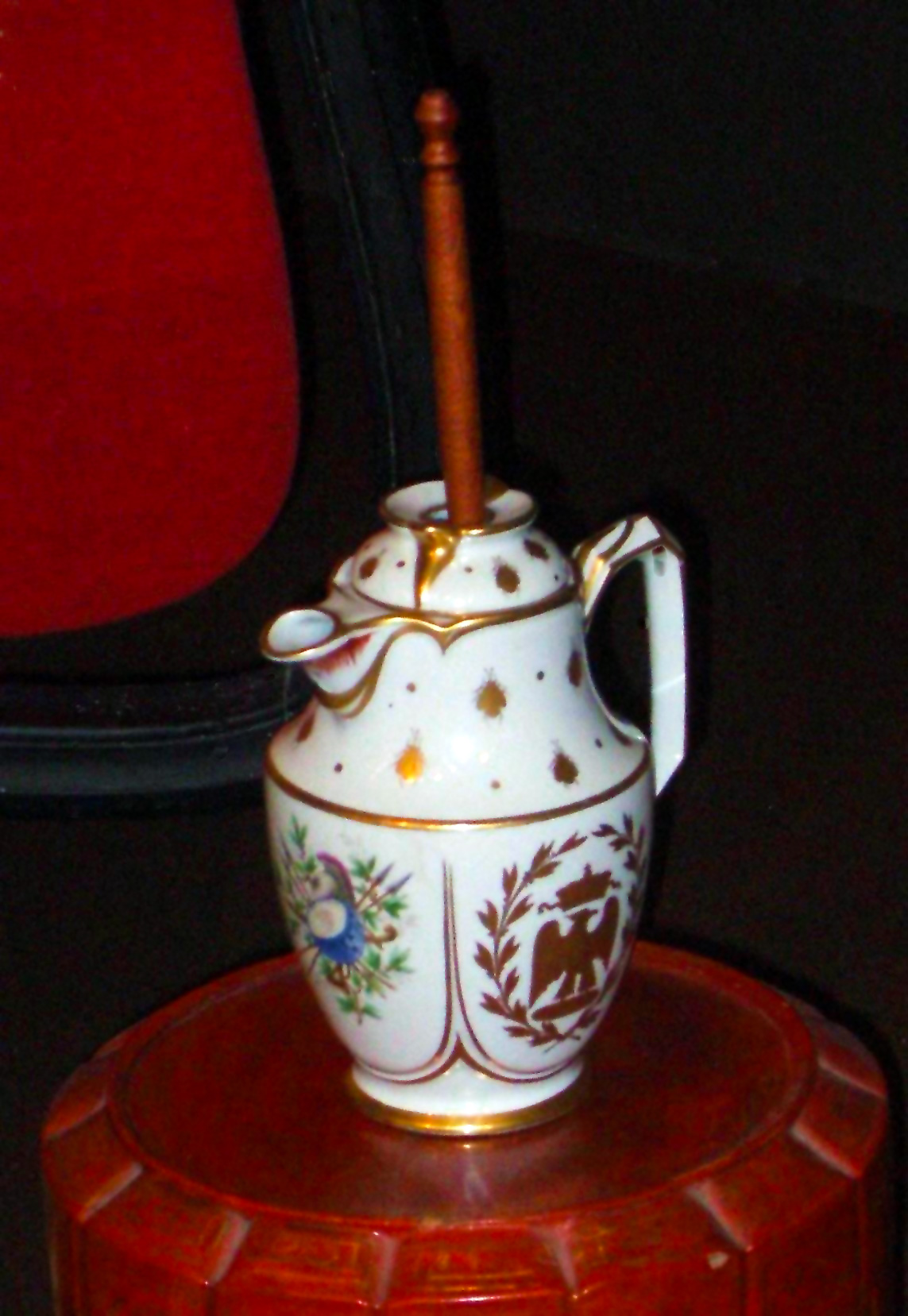
Schokoladekanne im Empire-Stil (Anfang 1800), Salon du chocolat, Paris.
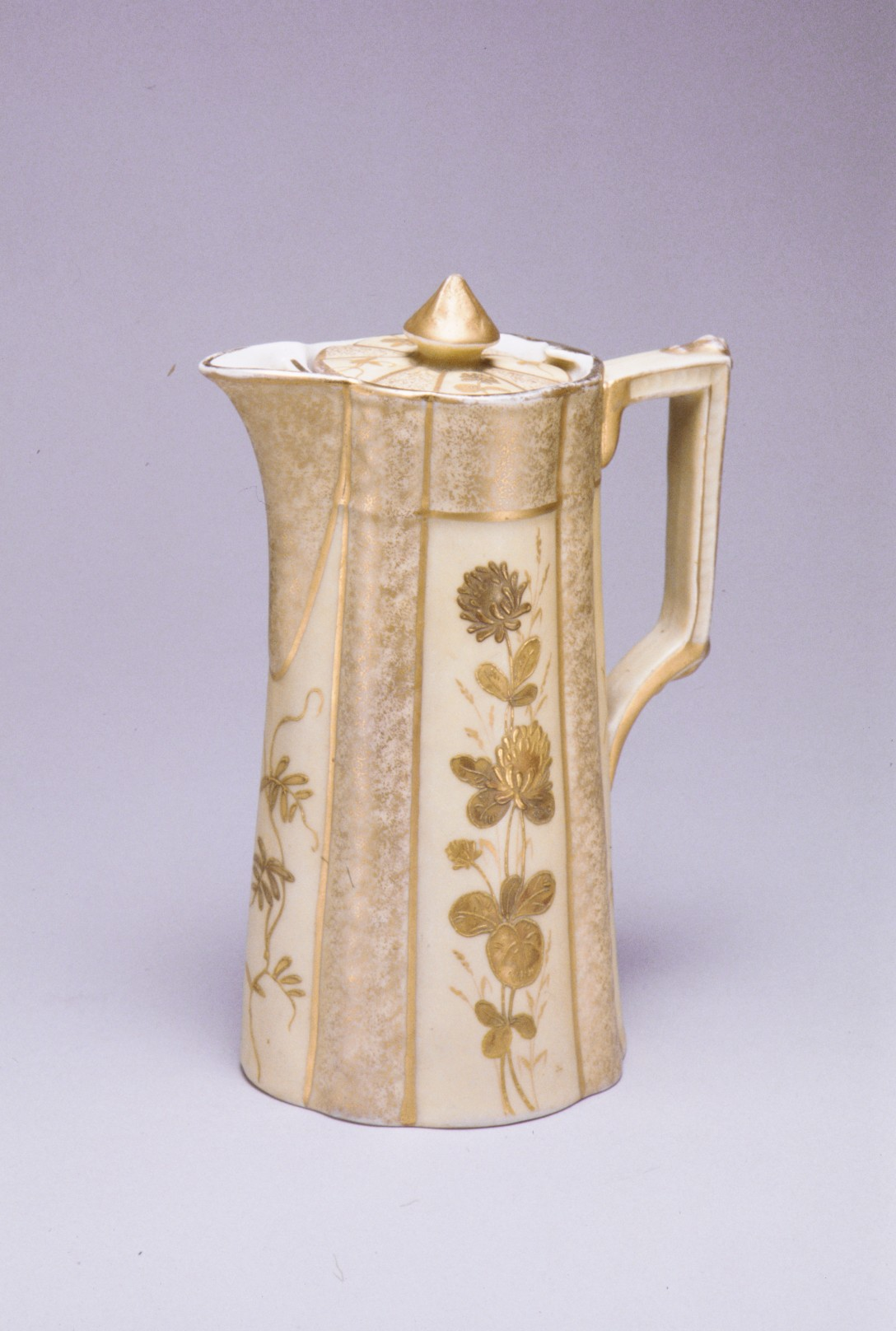
Schokoladekanne im Porzellan Blumendekor (um 1890), Metropolitan Museum of Art, New York.
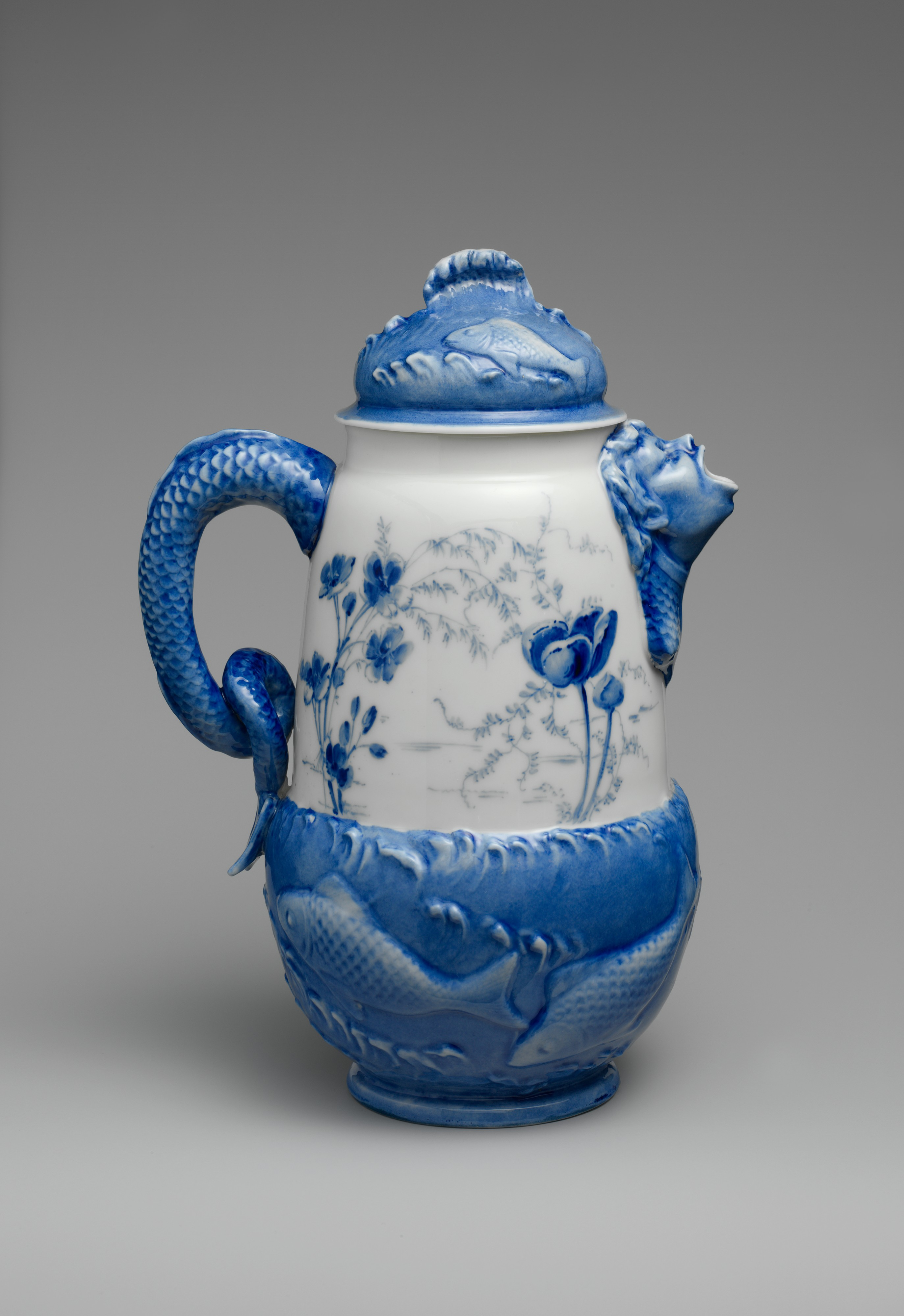
Schokoladekanne im blauen und weißen Porzellan (1890–1896), Metropolitan Museum of Art, New York.
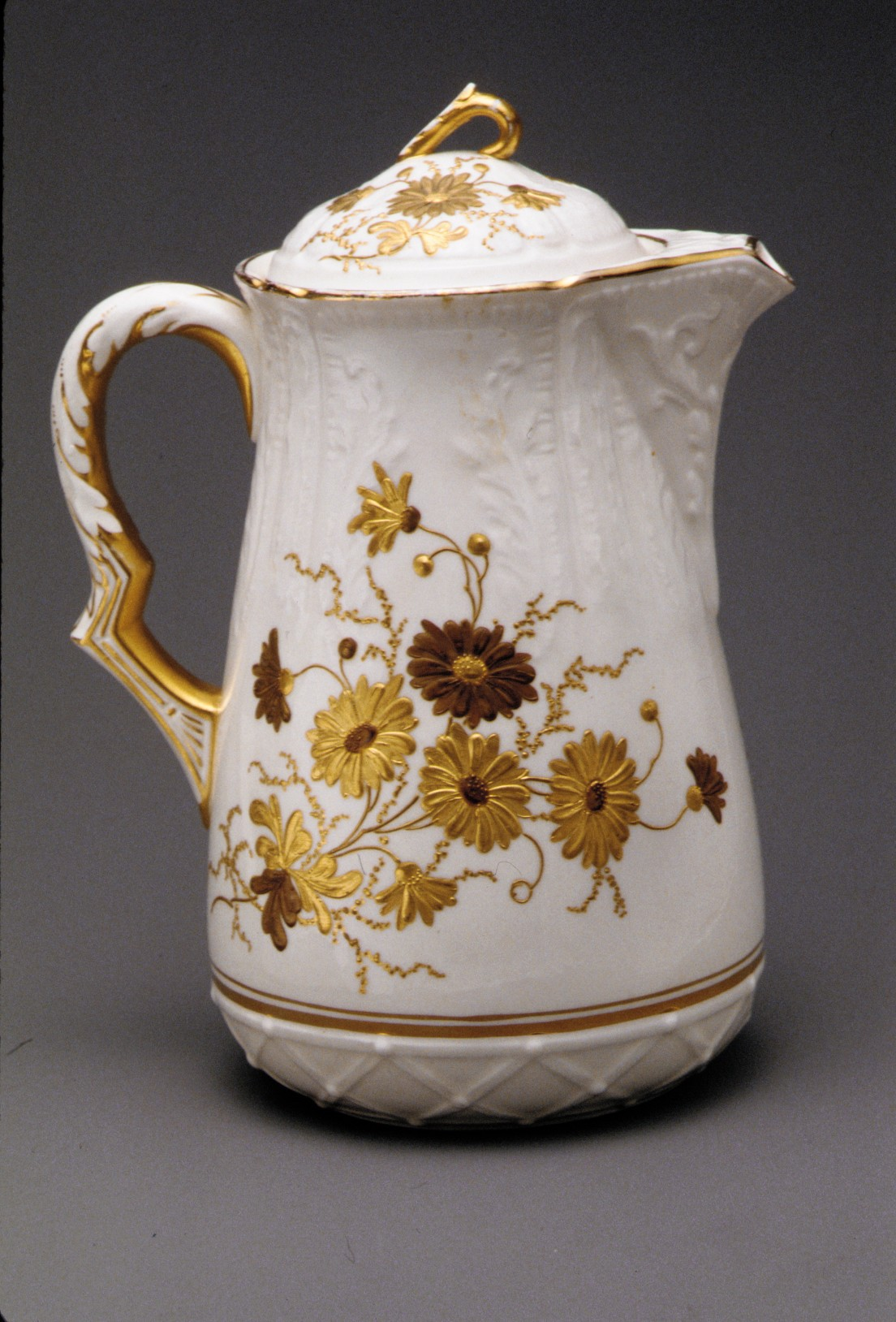
Schokoladekanne im Porzellan mit Blumendekor (um 1900), Metropolitan Museum of Art, New York.
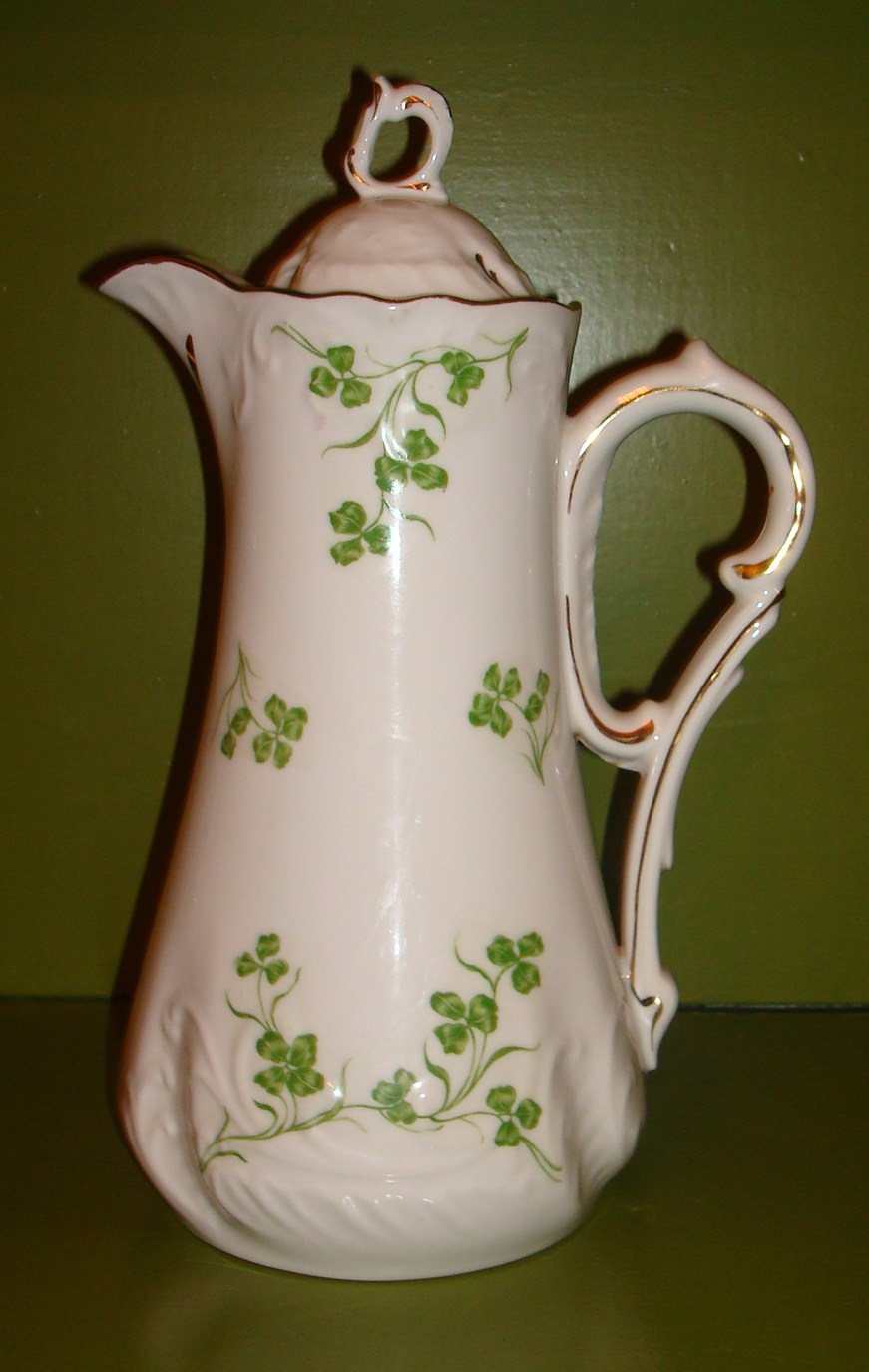
Schokoladekanne im Porzellan der Porzellanfabrik Porsgrund (1907), Norsk Folkemuseum, Bygdøy.
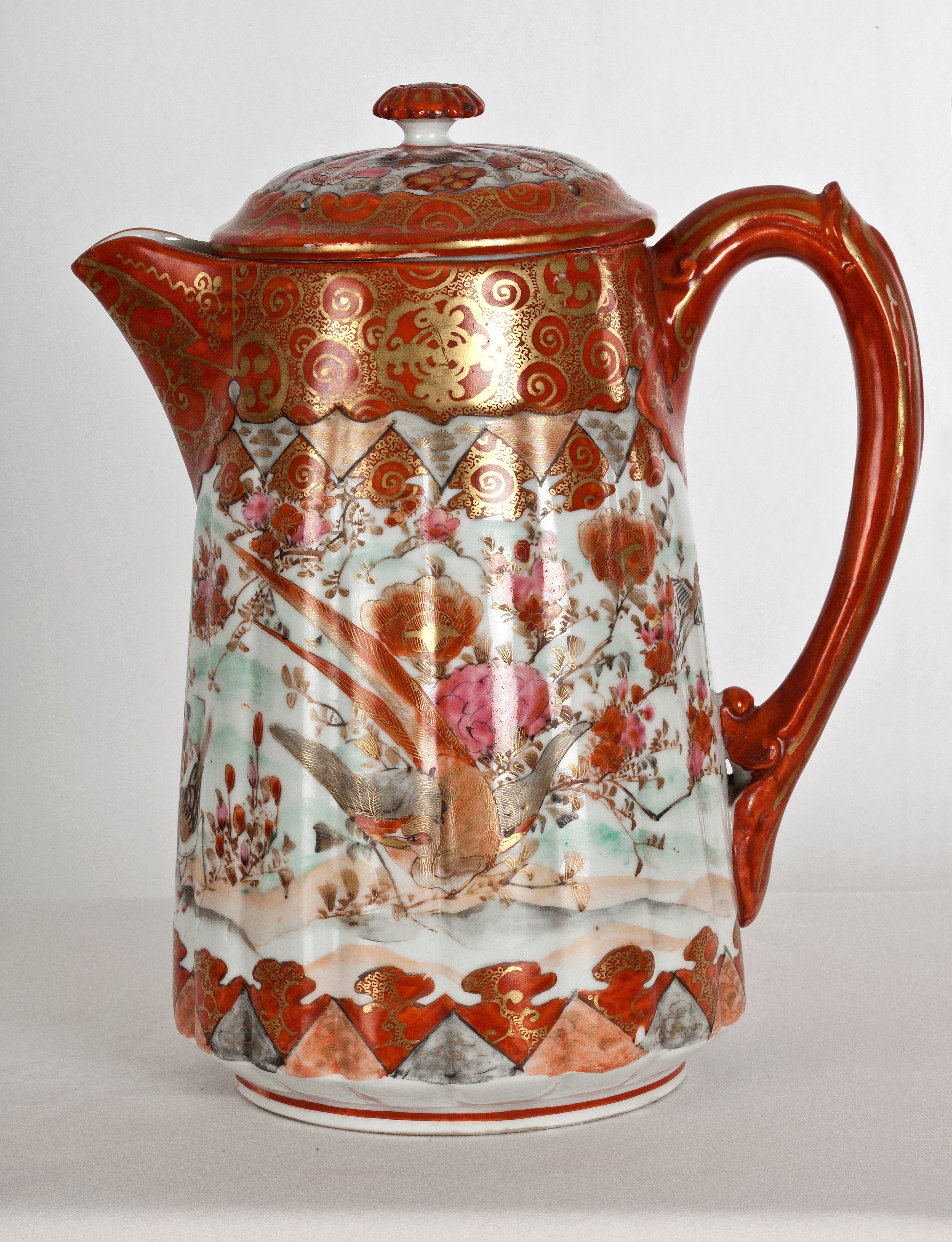
Alltagskultur: „Chinesierende“ Kakaokanne, Oberharzer Bergwerksmuseum, 1908.